# Seminars in Perinatology
Seminars in Perinatology, abgekürzt Semin. Perinatol., ist eine wissenschaftliche Fachzeitschrift, die vom Elsevier-Verlag veröffentlicht wird. Die Zeitschrift erscheint mit sechs Ausgaben im Jahr. Es werden Übersichtsarbeiten veröffentlicht, die sich mit gesundheitlichen Fragen der Perinatalentwicklung beschäftigen.
Der Impact Factor lag im Jahr 2014 bei 2,682. Nach der Statistik des ISI Web of Knowledge wird das Journal mit diesem Impact Factor in der Kategorie Pädiatrie an 21. Stelle von 119 Zeitschriften und in der Kategorie Gynäkologie und Geburtshilfe an 17. Stelle von 79 Zeitschriften geführt.